# 122
122. је била проста година.

## Догађаји
- Римски цар Хадријан наређује изградњу 117 километара дугог зида који ће означавати северну границу Царства у Британији, односно бранити римску провинцију од упада Каледонаца, Пикта и других племена. Том одлуком се Хадријан одриче свих раније освојених римских подручја у данашњој Шкотској.
- 13. септембар — Изградња Хадријановог зида званично започиње.